# 松平康英 (長崎奉行)
松平 康英（まつだいら やすひで、明和5年2月5日（1768年3月23日） - 文化5年8月17日（1808年10月6日））は、江戸時代後期の旗本、長崎奉行。高家旗本前田清長の三男。別名は康秀、康平。幼名は栄之助、仮名は伊織。官位は従五位下、図書頭。

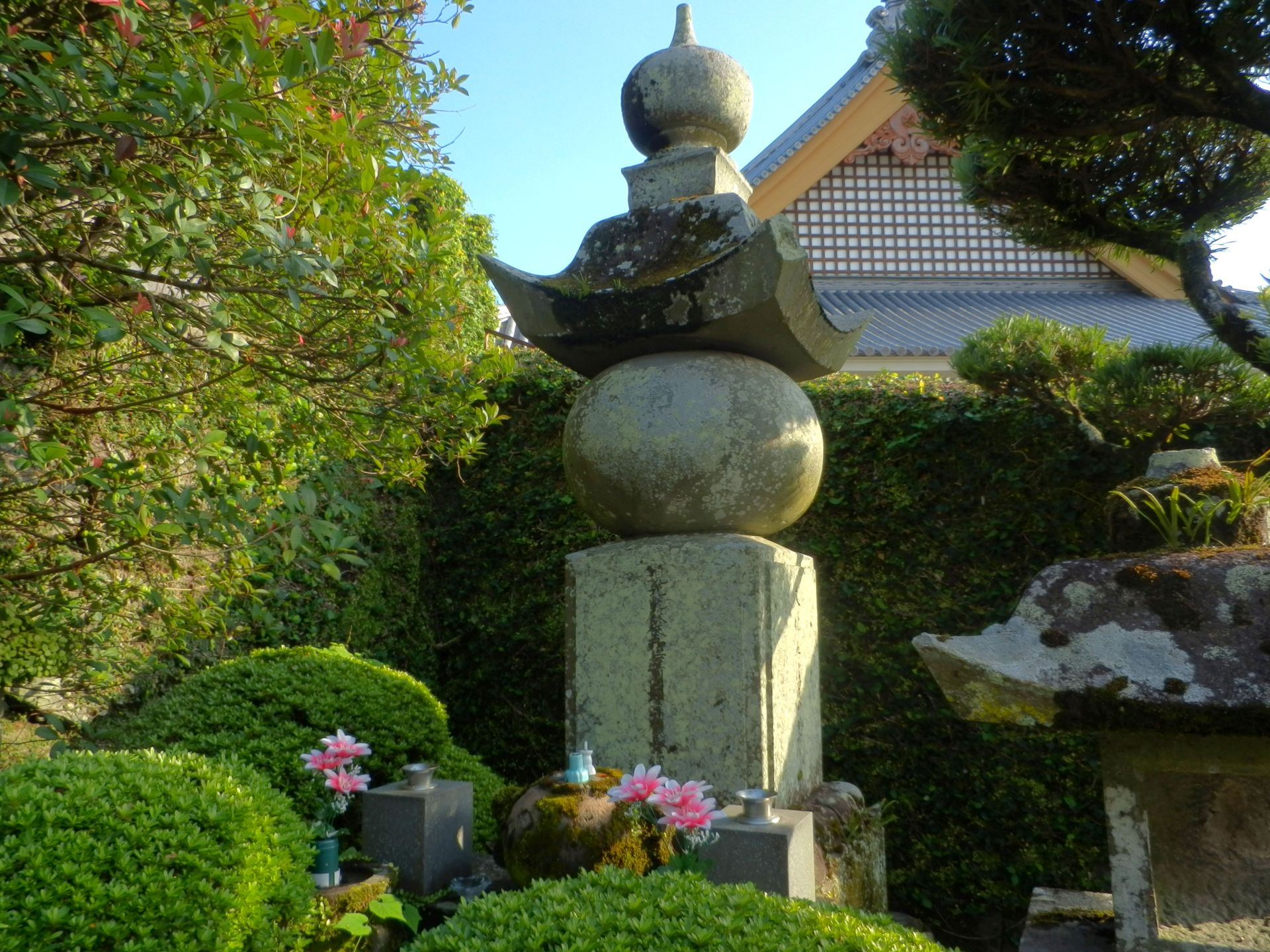
松平康英の墓（長崎市指定史跡）

## 生涯
公的には宝暦11年（1761年）生まれとしていたが、実際には明和5年（1768年）2月5日生まれである（『前田家系譜』）。安永6年（1777年）7月11日、幕府小普請組戸川山城守支配・松平舎人康疆（松井松平家分家）の入婿として、2000石取りの旗本松平家の家督を相続する。天明8年（1788年）12月24日、中奥番士となる。寛政6年（1794年）11月17日、御徒頭となる。同年12月16日、布衣を許される。寛政8年（1796年）5月24日、西丸目付となる。文化4年（1807年）1月30日、長崎奉行に就任する。文化5年（1808年）6月に長崎でのロシア船処分法、8月初めにロシア船渡来の際の港湾警備法を定める。
同年8月15日、イギリス船フェートン号がオランダ船拿捕のためにオランダ国旗を掲げて長崎港に入り、オランダ商館員2人の捕縛・長崎港内の捜索を行う事件を起こした（フェートン号事件）。これに際し康英は、湾内警備を担当する福岡藩・佐賀藩の藩兵に襲撃に備えると共にフェートン号の打払いを命じ、大村藩、熊本藩など九州諸藩に応援の出兵を求めた。しかし、有事に対する備えのなかった当時の藩兵の動きは著しく鈍く、特にその年の長崎警衛当番を請け負っていた佐賀藩は経費節減を名目に無断で藩兵を削減していたことも重なって上手くいかなかった。それに加え、翌16日にフェートン号側から薪水と食料を提供しなければ長崎港内の船舶や長崎の町を焼き討ちすると脅迫を受けたため、やむなくこれに従う。この際、康英自身は武力衝突になったとしても相手側の要求をあくまでも退ける姿勢を示していたが、オランダ商館長（カピタン）であったヘンドリック・ドゥーフの説得によりやむなくフェートン号の要求を受け入れるに至った。そしてイギリス船が人質を解放して長崎を去った17日、自身の意に反して他国の脅迫に屈してしまった国辱の責任を取り、切腹して自害した。享年41。長崎奉行の切腹が幕閣に与えた衝撃は大きいものであった。
墓所は長崎県長崎市の大音寺。また、地元民により諏訪神社に祀られた。
実家である高家の「前田家系譜」「前田家先祖書」によれば、康英の読み方は「やすひで」でなく「やすふさ」と記されている。また、康英の死については「長崎奉行勤役中文化5年戊辰8月26日病死す。勤役中につき、長崎において埋葬す。墓所は天徳寺（東京都港区虎ノ門）にあり。法号・現光院」となっている。幕府への公式な届け出は、切腹による自害でなく、病死として扱われ、死亡日も自害した17日でなく、26日となっている。